# Crematogaster constructor
Crematogaster constructor är en myrart som beskrevs av Carlo Emery 1895. Crematogaster constructor ingår i släktet Crematogaster och familjen myror.

## Underarter
Arten delas in i följande underarter:
- C. c. constructor
- C. c. kirbyella